# Николаев, Игорь Васильевич
И́горь Васи́льевич Никола́ев (род. 19 июля 1963 года, Ленинград, РСФСР, СССР) — российский актёр и режиссёр театра и кино.

## Биография
Игорь Николаев родился 19 июля 1963 года в Ленинграде.
В 1987 году окончил факультет точной механики и вычислительной техники Ленинградского института точной механики и оптики (ЛИТМО) по специальности «Электронные вычислительные машины». Три года работал по специальности.
В 1989 году поступил в Ленинградский государственный институт театра, музыки и кинематографии (ЛГИТМиК) имени Н. К. Черкасова на актёрско-режиссёрский курс Льва Додина. В 1993 году получил диплом по специальности «актёр театра и кино» в СПбГИТМиК имени Н. К. Черкасова, в 2000 году — диплом режиссёра в СПбГАТИ.
С 1990 по 2006 годы служил в труппе Малого драматического театра (МДТ) в Санкт-Петербурге под руководством Льва Абрамовича Додина (с 21 декабря 2000 года театр носит название «Академический Малый драматический театр — Театр Европы»). В 2000 году на сцене этого театра поставил спектакль «Фрёкен Жюли» по одноимённой пьесе шведского драматурга Августа Стриндберга.
В 2007—2009 годах — актёр Санкт-Петербургского государственного областного театра сатиры (ныне — Государственный драматический театр на Васильевском).

### Личная жизнь
Первая жена — Валентина, инженер и бухгалтер. Сын Иван Николаев (род. 7 мая 1985), актёр. Окончил СПбГАТИ в 2007 году (курс Льва Додина), играл в Академическом Малом драматическом театре — Театре Европы. В настоящее время является актёром «театра post» в Санкт-Петербурге под руководством Дмитрия Волкострелова.
Вторая жена (с 2000 года) — Елена Константиновна Дмитракова (род. 8 октября,1966, Ленинград), театральный художник. В 1984 году окончила Ленинградскую среднюю художественную школу (СХШ) при Российской академии художеств (СПГАХЛ РАХ), в 1990 году — ЛГИТМиК имени Н. К. Черкасова по специальности «художник-постановщик театра и кино». Является членом Союза художников России. С 2007 года — главный художник Государственного драматического театра на Васильевском в Санкт-Петербурге. Дочь Ева Дмитракова (род. 2002).

## Творчество

### Театральные работы

#### Актёр

##### Малый драматический театр(Санкт-Петербург)
- «Gaudeamus» — Карамычев, Богданов
- «Клаустрофобия» — Соловьёв
- «Пьеса без названия» — Осип, Модест
- «Чевенгур» — Бог
- «Вишнёвый сад» — Яша
- «Долгий рождественский обед» — Чарльз
- «Ресторанчик, ресторанчик» — Коля, дядя Саша
- «Утиная охота» — Саяпин, Официант
- «Покаяние Фауста» — Фауст

##### Санкт-Петербургский государственный областной театр сатиры
- «Саранча» — Фредди
- «Русское варенье» — Семён
- «Опасные связи» — Вальмонт
- «Даниэль Штайн, переводчик» — Авигдор
- «Курс лечения» — LSD

Театр Post
- «Сосед» — Николай[6]

#### Режиссёр

##### Академический Малый драматический театр — Театра Европы(Санкт-Петербург)
- 2000 — «Фрёкен Жюли» по одноимённой пьесе шведского драматурга Августа Стриндберга (премьера — 20 июня 2000 года)[2]

##### Антрепризы
- 2008 — «Немой официант», антрепризный спектакль по одноимённой пьесе («The Dumb Waiter») английского драматурга Гарольда Пинтера

### Фильмография

#### Актёр
- 2001 — Тайны следствия — Леонид Николаевич Кораблёв, оперуполномоченный оперативно-розыскного бюро МВД[7]
- 2002 — Тайны следствия 2 — Леонид Николаевич Кораблёв, оперуполномоченный оперативно-розыскного бюро МВД[7]
- 2003 — Агентство НЛС – 2 — Виктор Брагин, предприниматель
- 2004 — Тайны следствия 4 — Леонид Николаевич Кораблёв, оперуполномоченный оперативно-розыскного бюро МВД[7]
- 2005 — Опера. Хроники убойного отдела 1 (серии № 22-23 «Коллекционер») — Рудин
- 2005 — Тайны следствия 5 — Леонид Николаевич Кораблёв, оперуполномоченный оперативно-розыскного бюро МВД[7]
- 2005 — Улицы разбитых фонарей. Менты-7 (серия № 5 «Женщина моей мечты») — Скоков, подполковник
- 2006 — Защита Красина — Алексей Иванович Круглов, майор
- 2006 — Столыпин… Невыученные уроки — Алексеев
- 2006 — Тайны следствия 6 — Леонид Николаевич Кораблёв, оперуполномоченный оперативно-розыскного бюро МВД[7]
- 2007 — Оперативная разработка — Заботкин, оперуполномоченный
- 2007 — Последнее путешествие Синдбада — Джон Смит, журналист
- 2007 — Спасибо за любовь! — гость у Авериных
- 2007 — Тайны следствия 7 — Леонид Николаевич Кораблёв, оперуполномоченный оперативно-розыскного бюро МВД[7]
- 2008 — Дорожный патруль 2 (фильм № 2 «Круглосуточный сервис») — Пантелеймонов
- 2008 — Защита Красина 2 — Алексей Иванович Круглов, майор
- 2008 — Оперативная разработка 2. Комбинат — Заботкин, оперуполномоченный
- 2008 — Реквием для свидетеля — Виктор Масличкин
- 2009 — Бумеранг из прошлого — Сашка Самойлов
- 2009 — Возвращение Синдбада — Джон Смит, журналист
- 2009 — Каникулы строгого режима — Балашов
- 2009 — Опергруппа (фильм № 2 «Уловка авторитета») — Олег Валентинович Мещеряков, генеральный директор фирмы «Корвет»
- 2009 — Тайны следствия 8 — Леонид Николаевич Кораблёв, оперуполномоченный оперативно-розыскного бюро МВД[7]
- 2010 — Виски с молоком — бармен
- 2010 — Гражданка начальница — Сергей Николаевич Корсиков
- 2010 — Десант есть десант — Родимин
- 2010 — Любовь под грифом «Совершенно секретно» 3 — прокурор
- 2010 — Прощай, «Макаров»! (серия № 18 «Испорченный отпуск») — Юрий Литвинов, организатор конференции
- 2011 — Врача вызывали? — Владимир Валентинович Шумов, следователь районной прокуратуры
- 2011 — Защита Красина 3 — Алексей Иванович Круглов
- 2011 — Лесник (фильм № 16 «Капкан») — Владимир Николаевич Перуцкий, директор свалки
- 2011 — Странствия Синдбада — Джон Смит, журналист
- 2012 — Бездна — Геннадий Попов, префект округа, отец Константина
- 2012 — Груз (фильм № 5 «Танталовы муки») — Алексей Молотов, начальник службы безопасности
- 2012 — Личные обстоятельства — Алексей Добровольский, одноклассник Германа Кузнецова
- 2012 — Санта Лючия — Сайкин
- 2012 — Тайны следствия 12 — Леонид Николаевич Кораблёв
- 2012 — Хвост (серия № 7 «Удар небоскрёбом») — Сергей Климов
- 2013 — Всё началось в Харбине — Василий Игнатьевич, ухажёр Агриппины Ивановны Коваль (тёти Груни)
- 2013 — Под прицелом — Александр Александрович Аникин, майор полиции
- 2013 — Принцип Хабарова — Аркадий Перечный, эксперт-криминалист
- 2013 — Тайны следствия 13 — Леонид Николаевич Кораблёв
- 2013 — Тест на беременность — Вячеслав, муж Алины
- 2013 — Трасса — Николай Львов, оперуполномоченный
- 2013 — Улицы разбитых фонарей. Менты-13 (серия № 15 «Тварь бессловесная») — Леонид Анатольевич Потапов
- 2013 — Шеф 2 (серия № 15 «Схватка») — Юрий Васильевич Замятин, полковник
- 2014 — Гончие 6 (фильм № 5 «Стрельба по колёсам») — Павел Иванович Гусев, начальник колонии
- 2014 — Тайны следствия 14 — Леонид Николаевич Кораблёв
- 2014 — Такая работа (серии № 1-2 «Возмездие») — Сергей Жилин
- 2015 — Великая — церемониймейстер
- 2015 — Ментовские войны 9 (фильм № 4 «Адвокат для генерала») — Игорь Иванович Бабушкин, полковник юстиции, следователь из Москвы
- 2015 — Тайны следствия 15 — Леонид Николаевич Кораблёв, майор, оперуполномоченный полиции
- 2016 — Тайны следствия 16 — Леонид Николаевич Кораблёв, майор, оперуполномоченный полиции
- 2017 — Где-то на краю света — Роман Андреевич Литвиненко, директор радиостанции
- 2017 — Тайны следствия 17 — Леонид Николаевич Кораблёв, майор, оперуполномоченный полиции
- 2018 — Морские дьяволы. Рубежи Родины (фильм № 4 «Мирный атом») — Арво Микконен
- 2018 — Реализация (фильм № 2 «Проходная пешка») — Кондратьев
- 2018 — Тайны следствия 18 — Леонид Николаевич Кораблёв, майор, оперуполномоченный полиции
- 2019 — Тайны следствия 19 — Леонид Николаевич Кораблёв, подполковник полиции, старший оперуполномоченный по расследованию умышленных убийств Заневского УМВД[7][8]
- 2019 — Тайны следствия. Прошлый век — Леонид Николаевич Кораблёв, штаб-офицер Санкт-Петербургского охранного отделения
- 2021 — Тайны следствия 21 — Леонид Николаевич Кораблёв, подполковник полиции, старший оперуполномоченный по расследованию умышленных убийств Заневского УМВД'
- 2025 — У самого моря — Леонид Николаевич Кораблёв

#### Режиссёр
- 2004 — Не ссорьтесь, девочки!

## Награды
- Медаль «За содействие» Следственного комитета Российской Федерации (1 сентября 2017 года) — за ценный вклад в формирование подлинного образа ответственного и профессионального следователя в телесериале «Тайны следствия»[9].